# Seven de Hong Kong 2015
El Seven de Hong Kong de 2015 fue la cuadragésima edición del torneo de rugby 7, fue el sexto torneo de la temporada 2014-15 de la Serie Mundial Masculina de Rugby 7.
Se disputó en la instalaciones del Hong Kong Stadium.

## Fase de grupos

### Grupo A
| Equipo  | Encuentros | Encuentros | Encuentros | Encuentros | Tantos  | Tantos    | Tantos     | Puntos |
| Equipo  | jugados    | ganados    | empatados  | perdidos   | a favor | en contra | diferencia | Puntos |
| ------- | ---------- | ---------- | ---------- | ---------- | ------- | --------- | ---------- | ------ |
| Fiyi    | 3          | 3          | 0          | 0          | 121     | 19        | +102       | 9      |
| Samoa   | 3          | 2          | 0          | 1          | 65      | 62        | +3         | 7      |
| Canadá  | 3          | 1          | 0          | 2          | 47      | 81        | -34        | 5      |
| Bélgica | 3          | 0          | 0          | 3          | 24      | 95        | –71        | 3      |

Nota: Se otorgan 3 puntos al equipo que gane un partido, 2 al que empate y 1 al que pierda

### Grupo B
| Equipo        | Encuentros | Encuentros | Encuentros | Encuentros | Tantos  | Tantos    | Tantos     | Puntos |
| Equipo        | jugados    | ganados    | empatados  | perdidos   | a favor | en contra | diferencia | Puntos |
| ------------- | ---------- | ---------- | ---------- | ---------- | ------- | --------- | ---------- | ------ |
| Nueva Zelanda | 3          | 2          | 1          | 0          | 64      | 36        | +28        | 8      |
| Australia     | 3          | 2          | 0          | 1          | 59      | 24        | +35        | 7      |
| Escocia       | 3          | 1          | 0          | 2          | 26      | 59        | –33        | 5      |
| Portugal      | 3          | 0          | 1          | 2          | 41      | 71        | –30        | 4      |

### Grupo C
| Equipo    | Encuentros | Encuentros | Encuentros | Encuentros | Tantos  | Tantos    | Tantos     | Puntos |
| Equipo    | jugados    | ganados    | empatados  | perdidos   | a favor | en contra | diferencia | Puntos |
| --------- | ---------- | ---------- | ---------- | ---------- | ------- | --------- | ---------- | ------ |
| Sudáfrica | 3          | 3          | 0          | 0          | 80      | 7         | +73        | 9      |
| Argentina | 3          | 2          | 0          | 1          | 45      | 43        | +2         | 7      |
| Francia   | 3          | 1          | 0          | 2          | 36      | 62        | –26        | 5      |
| Japón     | 3          | 0          | 0          | 3          | 21      | 70        | –49        | 3      |

### Grupo D
| Equipo         | Encuentros | Encuentros | Encuentros | Encuentros | Tantos  | Tantos    | Tantos     | Puntos |
| Equipo         | jugados    | ganados    | empatados  | perdidos   | a favor | en contra | diferencia | Puntos |
| -------------- | ---------- | ---------- | ---------- | ---------- | ------- | --------- | ---------- | ------ |
| Estados Unidos | 3          | 2          | 1          | 0          | 82      | 47        | +35        | 8      |
| Inglaterra     | 3          | 2          | 1          | 0          | 64      | 47        | +17        | 8      |
| Gales          | 3          | 1          | 0          | 2          | 50      | 78        | –28        | 5      |
| Kenia          | 3          | 0          | 0          | 3          | 33      | 57        | –24        | 3      |

## Fase Final

### Cuartos de final
| 29 de marzo | Fiyi | 14 - 12 | Inglaterra |  |  |

| 29 de marzo | Sudáfrica | 7 - 5 | Australia |  |  |

| 29 de marzo | Estados Unidos | 15 - 26 | Samoa |  |  |

| 29 de marzo | Nueva Zelanda | 31 - 21 | Argentina |  |  |

### Semifinal
| 29 de marzo | Fiyi | 21 - 15 | Sudáfrica |  |  |

| 29 de marzo | Samoa | 14 - 15 | Nueva Zelanda |  |  |

### Final
| 29 de marzo | Fiyi | 33 - 19 | Nueva Zelanda |  |  |

| Bandera de Fiyi        |
| Campeón Fiyi           |
| 3º título del circuito |

## Clasificatorio Serie Mundial 2015-16

### Grupo E
| Equipo    | Encuentros | Encuentros | Encuentros | Encuentros | Tantos  | Tantos    | Tantos     | Puntos |
| Equipo    | jugados    | ganados    | empatados  | perdidos   | a favor | en contra | diferencia | Puntos |
| --------- | ---------- | ---------- | ---------- | ---------- | ------- | --------- | ---------- | ------ |
| Hong Kong | 3          | 2          | 0          | 1          | 69      | 29        | +40        | 7      |
| Brasil    | 3          | 2          | 0          | 1          | 57      | 36        | +21        | 7      |
| Uruguay   | 3          | 2          | 0          | 1          | 42      | 26        | +16        | 7      |
| México    | 3          | 0          | 0          | 3          | 15      | 92        | –77        | 3      |

### Grupo F
| Equipo             | Encuentros | Encuentros | Encuentros | Encuentros | Tantos  | Tantos    | Tantos     | Puntos |
| Equipo             | jugados    | ganados    | empatados  | perdidos   | a favor | en contra | diferencia | Puntos |
| ------------------ | ---------- | ---------- | ---------- | ---------- | ------- | --------- | ---------- | ------ |
| Papúa Nueva Guinea | 3          | 3          | 0          | 0          | 66      | 36        | +30        | 9      |
| Rusia              | 3          | 2          | 0          | 1          | 57      | 38        | +19        | 7      |
| Corea del Sur      | 3          | 1          | 0          | 2          | 47      | 42        | +5         | 5      |
| Túnez              | 3          | 0          | 0          | 3          | 12      | 66        | –54        | 3      |

### Grupo G
| Equipo   | Encuentros | Encuentros | Encuentros | Encuentros | Tantos  | Tantos    | Tantos     | Puntos |
| Equipo   | jugados    | ganados    | empatados  | perdidos   | a favor | en contra | diferencia | Puntos |
| -------- | ---------- | ---------- | ---------- | ---------- | ------- | --------- | ---------- | ------ |
| España   | 3          | 3          | 0          | 0          | 87      | 10        | +76        | 9      |
| Zimbabue | 3          | 2          | 0          | 1          | 77      | 10        | +67        | 7      |
| Tonga    | 3          | 1          | 0          | 2          | 41      | 92        | –51        | 5      |
| Guyana   | 3          | 0          | 0          | 3          | 29      | 122       | –93        | 3      |

### Cuartos de final
| 28 de marzo | Papúa Nueva Guinea | 38 - 10 | Uruguay |  |  |

| 28 de marzo | Hong Kong | 0 - 24 | Rusia |  |  |

| 28 de marzo | Zimbabue | 21 - 14 | Brasil |  |  |

| 28 de marzo | España | 47 - 7 | Corea del Sur |  |  |

### Semifinal
| 28 de marzo | Papúa Nueva Guinea | 7 - 26 | Rusia |  |  |

| 28 de marzo | Zimbabue | 24 - 14 | España |  |  |

### Final
| 29 de marzo | Rusia | 22 - 19 | Zimbabue |  |  |

| Bandera de Rusia                             |
| Clasificado a la serie mundial 2015-16 Rusia |